# Bitwa pod Słuckiem (1919)

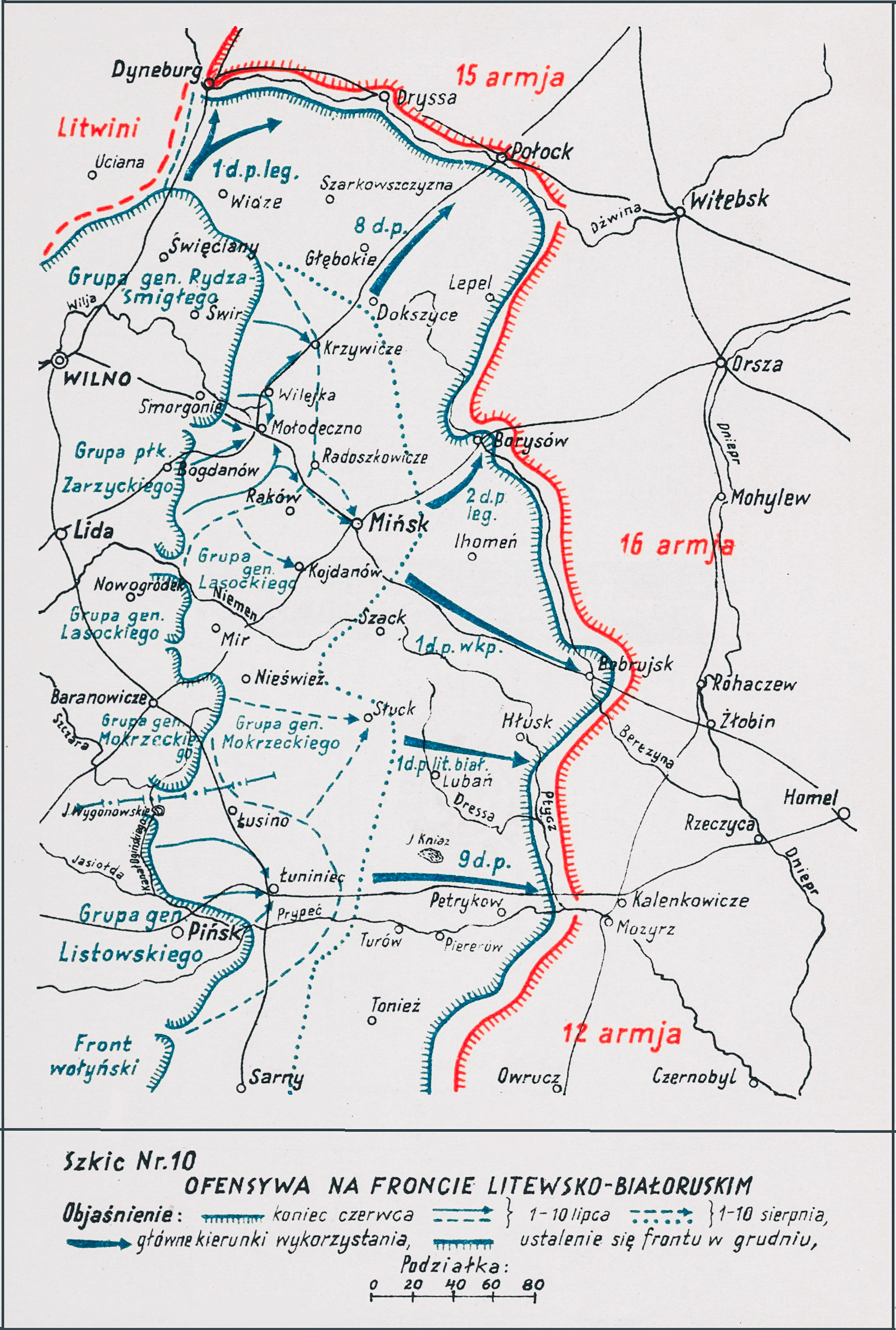
Adam Przybylski,
Wojna Polska 1918–1921

Bitwa pod Słuckiem – walki grupy płk. Stefana Strzemieńskiego i płk. Aleksandra Boruszczaka z oddziałami sowieckiej 8 Dywizji Strzelców toczone w pierwszym roku wojny polsko-bolszewickiej.

## Geneza
W pierwszych miesiącach 1919 roku na wschodnich krańcach odradzającej się Rzeczypospolitej stacjonowały jeszcze wojska niemieckie Ober-Ostu. Ich ewakuacja powodowała, że opuszczane przez nie tereny od wschodu zajmowała Armia Czerwona. Jednocześnie od zachodu podchodziły oddziały Wojska Polskiego. W lutym 1919 jednostki polskie weszły w kontakt bojowy z oddziałami Armii Czerwonej. Rozpoczęła się nigdy niewypowiedziana wojna polsko-bolszewicka.  
Wskutek zarządzenia pogotowia bojowego przeciwko Niemcom, w maju i czerwcu front przeciwsowiecki pozostawał w defensywie. W drugiej połowie lipca Naczelne Dowództwie WP zakończyło prace nad planem szeroko zakrojonej operacji zaczepnej, której celem było opanowanie Mińska, Borysowa, Bobrujska i oparcie frontu o linię rzek Dźwiny i Berezyny.

## Walczące wojska
| Jednostka             | Dowódca                  | Podporządkowanie           |
| Wojsko Polskie        |                          |                            |
| 9 Dywizja Piechoty    | gen. Antoni Listowski    | Front Lit. - Biał.         |
| ⇒ I/35 pułku piechoty | kpt. Leon Grot           | grupa płk. Strzemieńskiego |
| ⇒ batalion piński     |                          | grupa płk. Strzemieńskiego |
| ⇒ 3 pułk ułanów       | płk Stefan Strzemieński  | grupa płk. Strzemieńskiego |
| ⇒ 4 bateria 7 pap     | ppor. Wacław Śniechowski | grupa płk. Strzemieńskiego |
| Armia Czerwona        |                          |                            |
| ⇒ 8 Dywizja Strzelców |                          | 16 Armia                   |
| → 66 pułk strzelców   |                          | 22 Brygada Strzelców       |

## Walki pod Słuckiem

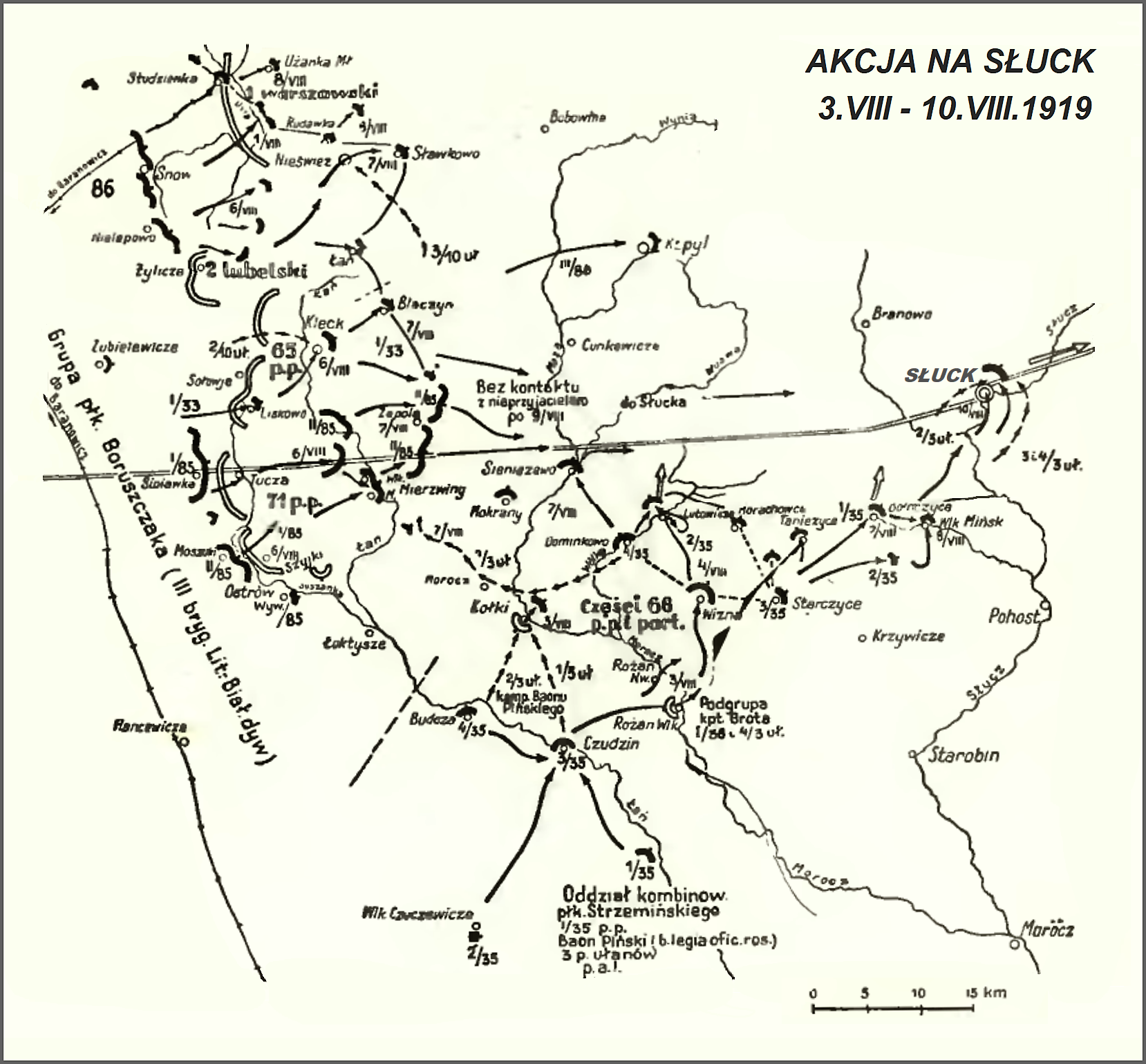
Otton Laskowski (red.)
Encyklopedja wojskowa, T. 7

Przygotowując natarcie na Mińsk, dowódca Frontu Litewsko-Białoruskiego, gen. Stanisław Szeptycki, w końcu lipca 1919 wydzielił z 9 Dywizji Piechoty grupę płk. Strzemieńskiego w składzie I batalion 35 pułku piechoty, batalion piński, 3 pułk ułanów i 4 bateria 7 pułku artylerii polowej.
Grupa płk. Strzemieńskiego  otrzymała rozkaz uderzenia na prawe skrzydło 8 Dywizji Strzelców, z którą pod Siniawką walczyła III Brygada Litewsko-Białoruska płk. Aleksandra Boruszczaka, a po przełamaniu obrony sowieckiej dywizji obie grupy miały uderzyć na Słuck. 
3 lipca grupa płk. Strzemieńskiego sforsowała Morocz pod Różanem i Kołkami, odparła kontrataki sowieckiego 66 pułku strzelców i opanowała Wiznę. Tu zreorganizowała siły i 5 sierpnia 3 pułk ułanów otrzymał zadanie samodzielnego zorganizowania zagonu na Słuck. 6 sierpnia ułani zdobyli dworzec kolejowy, ale załoga miasta silnym kontratakiem zmusiła Polaków do odwrotu.
W tej sytuacji płk Strzemieński powrócił do wcześniej ustalonego planu i skierował swoje oddziały na pomoc grupie płk. Boruszczaka. W walkach stoczonych 6 i 7 sierpnia przełamano obronę sowiecką i zmuszono przeciwnika do szybkiego odwrotu na Słuck. 10 sierpnia  grupa płk. Strzemieńskiego w składzie I/35 pułku piechoty kpt. Leona Grota, 2/3 pułku ułanów rtm. Stanisława Kruszewskiego i pluton 4/7 pułku artylerii polowej ponownie uderzyła na miasto i opanowała je po kilku godzinach walki.

## Bilans walk
Zajęcie Słucka - miasta znajdującego się na tyłach sowieckich oddziałów walczących pod Baranowiczami z polską Dywizją Litewsko-Białoruską, wprowadziło zamieszanie w szeregach nieprzyjaciela. Pozwoliło to dywizji generała Adama Mokrzeckiego ruszyć naprzód.
W walkach wzięto około trzystu jeńców, zdobyto kilkanaście ckm-ów,  tabor kolejowy, składy żywności i amunicji. Straty polskie to około stu poległych i rannych.